# Salts al Campionat del Món de natació de 2005
La competició de salts al Campionat del Món de natació de 2005 es realitzà al Centre Aquàtic d'Île Sainte-Hélène de la ciutat de Mont-real (Canadà).

## Proves
Es realitzen cinc proves, separades en competició masculina i competició femenina:
- trampolí 1 m
- trampolí 3 m
- plataforma 10 m
- trampolí sincronitzat 3 m
- plataforma sincronitzada 10 m

## Resum de medalles

### Categoria masculina
| Event                          | Or                                      | Or          | Plata                                       | Plata  | Bronze                                    | Bronze |
| trampolí 1 m.                  | Alexandre Despatie                      | 489.69      | Xu Xiang                                    | 445.68 | Wang Feng                                 | 445.56 |
| trampolí 3 m.                  | Alexandre Despatie                      | 813.60 (RM) | Troy Dumais                                 | 752.76 | He Chong                                  | 730.77 |
| plataforma 10 m.               | Hu Jia                                  | 698.01      | José Guerra                                 | 691.14 | Gleb Galperin                             | 656.19 |
|                                |                                         |             |                                             |        |                                           |        |
| trampolí 3 m. sincronitzat     | R.P. de la Xina He Chong · Wang Feng    | 384.42      | Alemanya Tobias Schellenberg · Andreas Wels | 364.59 | Estats Units Justin Dumais · Troy Dumais  | 360.27 |
| plataforma 10 m. sincronitzada | Rússia Dmitry Dobroskok · Gleb Galperin | 392.88      | R.P. de la Xina Yang Jinghui · Hu Jia       | 374.79 | Regne Unit Peter Waterfield · Leon Taylor | 367.95 |

### Categoria femenina
| Event                          | Or                                    | Or      | Plata                                     | Plata  | Bronze                                     | Bronze |
| trampolí 1 m.}                 | Blythe Hartley (CAN)                  | 325.65  | Wu Minxia (CHN)                           | 299.70 | Heike Fischer (GER)                        | 299.46 |
| trampolí 3 m.                  | Guo Jingjing (CHN)                    | 645.54  | Wu Minxia (CHN)                           | 619.05 | Tania Cagnotto (ITA)                       | 591.27 |
| plataforma 10 m.               | Laura Ann Wilkinson (USA)             | 564.87  | Loudy Tourky (AUS)                        | 551.25 | Jia Tong (CHN)                             | 550.98 |
|                                |                                       |         |                                           |        |                                            |        |
| trampolí 3 m. sincronitzat     | R.P. de la XinaLi Ting · Guo Jingjing | 349.80  | AlemanyaDitte Kotzian · Conny Schmalfuss  | 319.05 | UcraïnaOlena Fedorova · Kristina Ishchenko | 308.82 |
| plataforma 10 m. sincronitzada | R.P. de la XinaJia Tong · Yuan Peilin | >351.60 | AustràliaChantelle Newbery · Loudy Tourky | 334.89 | CanadàMeaghan Benfeito · Roseline Filion   | 328.80 |

## Medaller
| Posició | País            | Or | Plata | Bronze | Total |
| 1       | R.P. de la Xina | 5  | 4     | 3      | 12    |
| 2       | Canadà          | 3  | 0     | 1      | 4     |
| 3       | Estats Units    | 1  | 1     | 1      | 3     |
| 4       | Rússia          | 1  | 0     | 1      | 2     |
| 5       | Alemanya        | 0  | 2     | 1      | 3     |
| 6       | Austràlia       | 0  | 2     | 0      | 2     |
| 7       | Cuba            | 0  | 1     | 0      | 1     |
| 8       | Itàlia          | 0  | 0     | 1      | 1     |
| 8       | Regne Unit      | 0  | 0     | 1      | 1     |
| 8       | Ucraïna         | 0  | 0     | 1      | 1     |
| Total   | Total           | 10 | 10    | 10     | 30    |